# PZInż. 202
Der PZInż. 202 war der erste Versuch der polnischen Industrie, in der Zeit vor dem Zweiten Weltkrieg einen Halbketten-Schlepper für die polnischen Streitkräfte zu entwickeln.

## Entwicklungsgeschichte
Zu Beginn der 1930er Jahre kam die Regierung Polens zu der Erkenntnis, dass die nationalen Bemühungen, die eigenen Streitkräfte zu motorisieren, mit den Fortschritten anderer Länder, wie Deutschland oder Frankreich, nicht mithalten konnten. Die Armee hatte ein großes Interesse an den modernen und schnellen Halbkettenfahrzeugen, wie dem französischen  Citroën-Kégresse P17 oder dem deutschen Sd.Kfz. 6 entwickelt.
Doch in Polen wollte man unabhängige eigene Lösungen finden und die Państwowe Zakłady Inżynierii (PZInż) (deutsch: Staatliche Ingenieurbauwerke) begannen mit der Entwicklung. Das erste Halbkettenfahrzeug mit dem Namen PZInż. 202 wurde entwickelt. Die für das Projekt verantwortlichen Ingenieure waren Edward Habic und Tadeusz Stecki. Beide arbeiteten im Forschungs- und Entwicklungsbüro von PZInż. mit Sitz in der Terespolska-Straße in Warschau.

## Prototyp
Der erste und einzige Prototyp des PZInż. 202 wurde 1938 in der Fabryce Samochodowych Osobowych I Polciezarowych (kurz: FSOP; deutsch: Automobil- und Lastkraftwagenfabrik) in Warschau fertiggestellt. Dabei erkannte man sofort, dass eine künftige Serienproduktion dieser Fahrzeuge auf den im Werk bestehenden Anlagen nicht möglich sein würde.
Es ist davon auszugehen, dass für den Prototyp ein Aufbau als Artillerieschlepper gewählt wurde, der die polnische 75-mm-Flugzeugabwehrkanone ziehen und Mannschaft und Munition befördern sollte.
Die vorhandenen Produktionsmittel der polnische Industrie waren grundsätzlich für dieses Modell ungeeignet. Die guten Ergebnisse der Truppenerprobung reichten nicht aus, um einen Großauftrag zu rechtfertigen. Der Aufbau einer neuen Fertigungsstraße wäre für die beteiligten Unternehmen im Hinblick auf die zu erwartenden Bestellungen durch die polnische Armee deutlich zu kostenintensiv gewesen und somit wurde letztlich die Produktion zugunsten eines neuen Projektes, des PZInż. 222, verworfen.

## Technische Beschreibung
Das Fahrgestell des PZInż. 202 hatte einige Ähnlichkeiten mit der Halbkettenzugmaschine Samochód półgąsienicowy wz. 34 (C4P). Auch hier hatte die Vorderachse eine Blattfederung; hinten hatte das Fahrzeug ein Kettenlaufwerk. Das Kettenlaufwerk des PZInż. 202 hatte vier große Laufrollen mit abnehmbaren Gummireifen und einer neuartigen Drehstabfederung sowie ein zusätzliches Antriebsrad. Die vierte und hintere Laufrolle diente gleichzeitig als Leitrad, bei dem Kette wieder nach vorne geführt wurde. Die obere Kettenrückführung erfolgte dabei über zwei kleine Stützrollen, damit die Kette nicht über die Laufrollen wandern musste, was den Verschleiß erhöht hätte. Der Antrieb erfolgte über das vordere, leicht erhöhte und 14-zahnige Antriebsrad.
Der anfangs einbaute 4-Zylinder-Dieselmotor vom Typ PZInż. 135 (Lizenz eines österreichischen Saurer CR1D) hatte eine Leistung von 65 PS (48 kW) bei 1.800/min. Damit erreichte das Fahrzeug auf der Straße eine Höchstgeschwindigkeit von 50 km/h. Die Kraftstoffeinspritzpumpe und die Einspritzdüsen wurden von Bosch zugeliefert. Die Lichtmaschine wurde auch von Bosch geliefert und hatte eine Leistung von 200 Watt und 24 eine Betriebsspannung von Volt; der Anlasser hatte eine Leistung von 2,5 kW.
Der PZInż. 202 hatte ein mechanisches Getriebe mit vier Vorwärtsgängen und einem Rückwärtsgang. Zwar hatte der Motor eine sehr gute Drehmomentkennlinie und hatte einen geringen Kraftstoffverbrauch, doch man ersetzte diesen bald durch einen Ottomotor mit Vergaser des Typs PZInż. 705, weil dieser leistungsfähiger war. Dieser Motor mit einem Hubraum von 4.670 cm³ hatte eine Leistung 75 PS (55 kW) bei 2400/min. Mit dieser Motorisierung konnte der PZInż. 202 sogar vollbeladen auf der Straße eine Geschwindigkeit von 50 km/h erreichen.
Der PZInż. 202 hatte einen Stahlblech-Aufbau und ein Leergewicht von 4,9 Tonnen. Der Laderaum konnte für eine Tonne Nutzlast oder fünf vollausgerüstet Soldaten genutzt werden. Im hinteren Bereich befand sich für die Munition ein separater, abgetrennter Ladebereich. Die Anhängerkupplung des PZInż. 202 war für eine Anhängermasse von bis zu fünf Tonnen ausgelegt.

## Einsatz
Nach einer kurzen technischen Werkserprobung in Warschau wurde der PZInż. 202 der 10. mechanisierten Kavalleriedivision zur Truppenerprobung zugeteilt.
Es wurde die Geländetauglichkeit und die Dauerbelastung geprüft. Vor allem im Dezember 1938 durchlief der PZInż. 202 eine ausgiebige Erprobung unter Winterbedingungen. Dabei fuhr er einen Rundkurs über die Städte Warschau-Brest-Pinsk-Stoubzy-Grodno-Białystok-Warschau und legte eine Strecke von 1.800 Kilometer zurück. Auch andere Prototypen, wie der PZInż. 303 nahmen an dieser Winter-Testfahrt teil. Die Strecke wurde damals so gewählt, dass möglichst viele verschiedene Streckenbedingungen durchfahren werden mussten, wie Sand, Schlamm, Steigungen und Sümpfe. Der PZInż. 202 kehrte unversehrt und ohne Schäden von der Testfahrt zurück und bewies, dass er trotz der bis zu −25 Grad ein robustes und zuverlässiges Fahrzeug war.
Daraufhin untersuchte ein spezielles Komitee das Fahrzeug und bewertete es durchgehend positiv. Man betonte gar, dass dieser neue, polnische Halbketten-Transporter den ausländischen Gegenstücken ebenbürtig, wenn nicht sogar überlegen sei. Die eingesetzten Kraftfahrer hoben positiv hervor, dass der Antriebsstrang derart gut arbeitete, dass man trotz des hohen Leergewichtes keinen Verlust der Traktion hatte. Die hohen Zuglast der Anhängerkupplung hätte den Einsatz als Zugmittel für die polnischen 105-mm-, 120-mm- und 155-mm-Haubitzen oder als Bergemittel für die Tanketten TK-3 und TKS möglich gemacht.
Da die Anordnung der Sitze für die Besatzung und Mannschaften dem C4P-Halkettenschlepper vergleichbar war wäre auch der Zug von Flugzeugabwehrgeschützen möglich gewesen.